# Gingóog
Gingóog es una ciudad (2nd Class Component City) filipina, municipio  de segunda categoría, situado en la parte sudeste de la isla de Mindanao. Forma parte de  la provincia de Misamis Oriental situada en la Región Administrativa de Mindanao del Norte en cebuano Amihanang Mindanaw, también denominada Región X. 
Para las elecciones está encuadrado en el Primer Distrito Electoral.

## Geografía
Ciudad situada en la bahía de Gingóog 122 kilómetros al norte de Cagayán de Oro y 74 al oeste de Butuán.

## Barrios
El municipio se divide, a los efectos administrativos, en 79 barangayes o barrios, 29 urbanos y 50 rurales, conforme a la siguiente relación:
| - Agay-ayán - Alagatán - Anakan - Bagubad - Bakidbakid - Bal-ason - Bantaawan - Binakalan - Capitulangan - Daan-Lungsod | - Dinawehan - Eureka - Hindangon - Kalagonoy - Kalipay - Kamanikan - Kianlagan - Kibuging - Kipuntos - Lawaan | - Lawit - Libertad - Libon - Lunao - Lunotan - Malibud - Malinao - Maribucao - Mimbuntong - Mimbalagon | - Mimbunga - Minsapinit - Murallon - Odiongan - Pangasihan - Pigsaluhan - Punong - Ricoro - Samay - Sangalan | - San José - San Juan - San Luis - San Miguel - Santiago - Tagpako - Talisay - Talon - Tinabalan - Tinulongan |

El núcleo urbano (Población) está dividida em 29 barrios, numerados del 1 al 29, además de los barrios 18-A, 22-A y  24-A.

## Historia
Fundada por los misioneros españoles en 1750, la  más antigua de la provincia, aún más antigua que la capital, fundada en 1871.
La provincia de Misamis, creada en 1818, formaba parte de la Capitanía General de Filipinas (1520-1898). Estaba dividida en cuatro partidos. El Partido de Cagayán, con Cagayán, Iponán, Molugán, Hasaán y Salay.

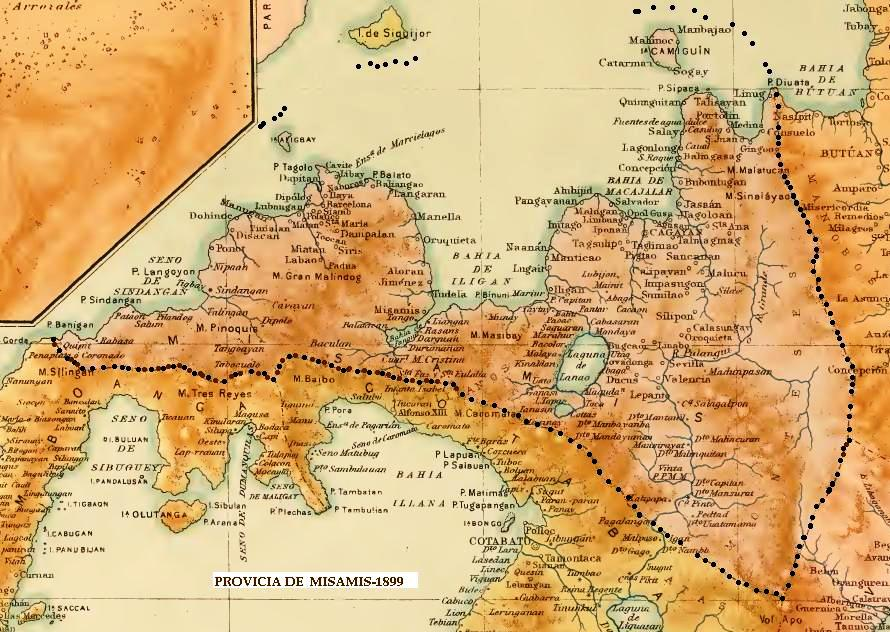
El Distrito 2º de Misamis en 1899.

A finales del siglo XIX la isla de Mindanao se hallaba dividida en siete distritos o provincias, uno de los cuales era el Distrito 2º de Misamis, su capital era la villa de Cagayán de Misamis y del mismo dependía la comandancia de Dapitan. Uno de sus pueblos era Gingóog, pueblo en 1868,  que entonces contaba con una población de 4.615 almas incluyendo sus visitas de Medina, Minlagas, Odiungan, Linugus, San Juan, Consuelo y Asturias;
A principios del siglo XX, durante la ocupación estadounidense de Filipinas, Gingóog era uno de los 15 municipios, creado en 1093, que formaban la provincia de Misamis.
El 1 de julio de 1948 los barrios of Linugos y de  Artadi, así como los sitios de Kinaya, Consuelo, Tabangán, Tubotubo, Mincawayan, Candiis, Kipawa, Kabalawlawan, Manoligaw, Minpagang, Looc, Damayonan, San Isidro,  y Piligoson, todos pertenecientes al municipio de Gingóog quedan organizadas en un municipio independiente bajo el nombre de Linugos, con la sede del gobierno en el barrio del mismo nombre.
El 18 de junio de 1960 el municipio de Gingóog se convierte en la ciudad del mismo nombre (Charter of the City of Gingoog).
El 21 de junio de 1957 el sitio de Binuangán se convirtió en  barrio con el nombre de Talisay.

### Ciudad de la Buena Suerte
El nombre de la ciudad vino originalmente de la palabra hingoog, que significa buena suerte en el idioma de la  tribu Lumad de los  manobos, familias  de Gingco y de Gingoyon.